# Barrio San Francisco (Luján)
El Barrio San Francisco es un barrio de la ciudad de Luján, en la provincia de Buenos Aires, Argentina.
Su fundador fue Francisco Garro, uruguayo que se radicó en Argentina y se dedicó a diversas empresas. Adquirió un día lo que había sido chacra, en la ciudad de Luján junto a la Ruta 7, y allí levantó su vivienda (sencilla, hermosa y cómoda). Mas como advirtió que ese lugar era adecuado para la formación de una villa, comenzó el loteo a fines de los 50, ya que era dueño de una gran parcela, y poco a poco el poblado se formó.
San Francisco es casi un pueblo, en el que hay una iglesia, la escuela 15, el jardín de infantes 917, sala de primeros auxilios, sociedad de fomento, pavimento, alumbrado, televisión por cable y servicio de transporte de pasajeros.
- Datos: Q5720866